# Irene Pozo
Irene Pozo Hernández (Madrid, 4 de abril de 1977) es una comunicadora española especializada en información sociorreligiosa. Actualmente dirige y presenta el programa La Linterna de la Iglesia en la cadena COPE, además de ser directora del Área de Contenidos Sociorreligiosos del grupo ÁBSIDE Media.

## Biografía
Irene Pozo comenzó su andadura profesional en los medios de comunicación en 1999, en el Departamento de Internet y Televisión del Arzobispado de Madrid. En 2001, se incorporó a la plantilla de Popular TV, la red de televisiones diocesanas recién creada. Allí ejerció su labor como productora y, posteriormente, como directora del Club Popular TV.
En el año 2010, comenzó a trabajar en el Área de Programación Sociorreligiosa de 13TV, como productora, a la vez que se ponía al frente del Informativo Diocesano de Madrid, un programa por el que recibió la Antena de Plata en 2014.
En 2017, tras la refundación de 13TV como TRECE, comenzó a dirigir y presentar el espacio Crónica de Roma, donde cada semana acercaba la actualidad religiosa de la Santa Sede y el magisterio del papa Francisco. En TRECE también asumió la Dirección de Contenidos.
En 2020, además, se hizo cargo de la dirección de La Linterna de la Iglesia en la Cadena COPE, un espacio referente en información religiosa desde hace más de 25 años y que, ese año, sufrió una profunda remodelación, pasando de ser una tertulia a convertirse en un magacín radiofónico con análisis, información y opinión. En 2021, sumó la Subdirección del Área de Contenidos Sociorreligiosos del grupo ÁBSIDE Media. Desde el 14 de enero de 2023, Irene Pozo también comienza a dirigir y presentar en TRECE la edición de los sábados del programa Ecclesia, que se emite los fines de semana por la mañana. En julio de 2023, asume la dirección del Área de Contenidos Sociorreligiosos de ÁBSIDE Media, liderando un área transversal y estratégica para el Grupo, dentro de un proceso de transformación basado en una organización que simplifica e imprime eficiencia a su estructura.
Irene Pozo también ha sido miembro del Comité Organizador del Congreso Mundial de Televisiones Católicas en el año 2006 y jefa de producción en diferentes cortometrajes y spots para las campañas del Domund e Infancia Misionera de OMP en 2012, 2013 y 2014. En 2017, recibió el Premio Lolo de Periodismo Joven que otorga la Unión Católica de Informadores y Periodistas de España (UCIP-E).

## Premios
- Antena de Plata por el programa Informativo Diocesano de Madrid (2014)[11]
- Premio Lolo de Periodismo Joven (2017)[12]